# 不来梅组合港

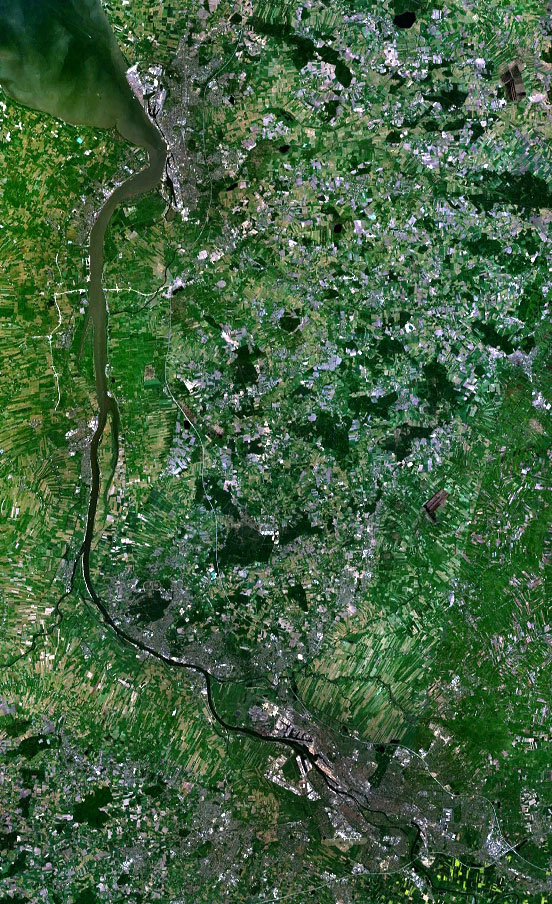
卫星图上左上角和底部中央偏右的不来梅两港清晰可辨

不来梅组合港（德语：Bremische Häfen）由德国西北部威悉河畔的不来梅内港和不来梅哈芬外港组成，两个港口之间相隔大约65公里。

## 发展史
不来梅港口的发展历史可以追溯到中世纪，商船最早停靠在不来梅老城附近的威悉河堤——施拉赫特（Schlachte）一带。贸易带动了不来梅的经济繁荣，也使不来梅成为中世纪北欧贸易城市联盟“汉萨同盟”的一个重要商站。
过去几个世纪里造船技术的进步和远洋贸易的发展使商船的规模不断扩大，不来梅港口的货物装卸从老城的施拉赫特一步步括展至下游，以方便大型商船进出。
1619-1623年，荷兰工匠在不来梅下游的维格萨克建设了德国第一个人工港口。
1827年，不来梅从汉诺威王国购买一块威悉河入海口的土地，兴建了外港不来梅哈芬。19世纪起，德国乘船移民海外的人数激增，其中最多人是通过不来梅哈芬港。据统计，1830年至1974年间有720多万人选择从这个港口移民、开始新的生活。哈芬在德语中是港口的含义，因此这个城市又为“不来梅港”的称谓。
在开发外港的同时，为了促进内港的发展，距离不来梅老城不远的“欧洲港（Europahafen）”于1887年开始动工建设，并随后增加“远洋港（Überseehafen）”港池，老城的威悉河堤施拉赫特停止作业。
二战后德国的对外贸易飞速发展。1964年威悉河左岸的“新城港（Neustädter Hafen）”建成交付使用。1966年5月6日，海陆航运的费尔兰号集装箱轮船（Sea-Land Fairland）驶入不来梅“远洋港”。这艘船舶是德国港口有史以来装卸的第一艘集装箱船。1968年，不来梅“新城港”新添了一个集装箱码头，用来应对方兴未艾的集装箱化。
1971年，外港不来梅哈芬的集装箱码头1期建成。这个顺岸式集装箱码头历经四次扩建，于1998年达到了将近5公里的长度，成为欧洲最长的连续性集装箱码头。

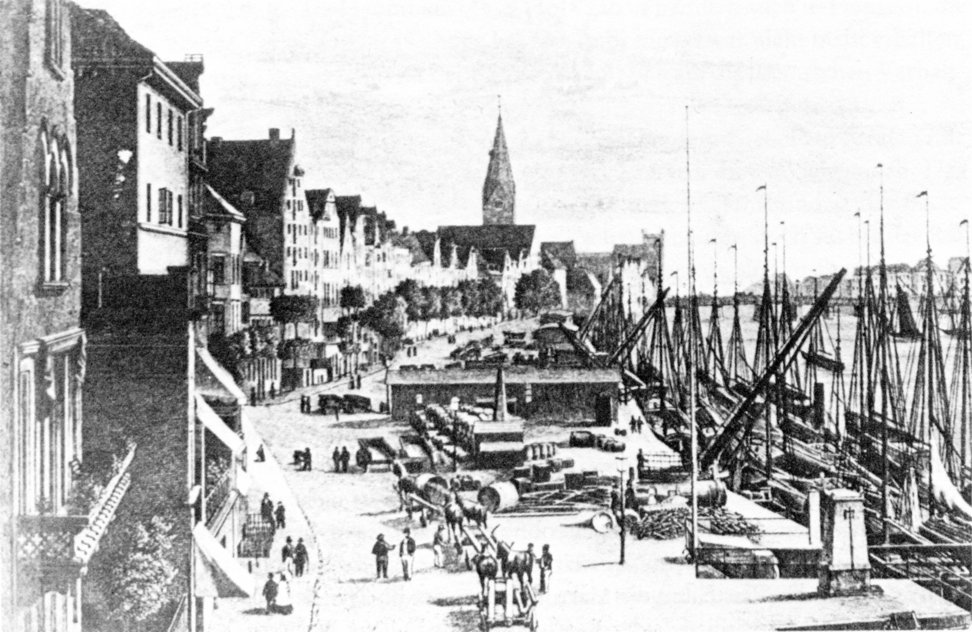
1862年的施拉赫特
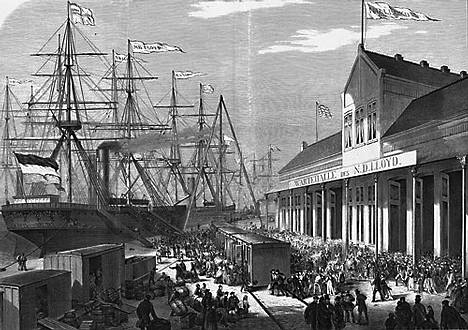
1871年北德意志商船在不来梅哈芬的邮轮
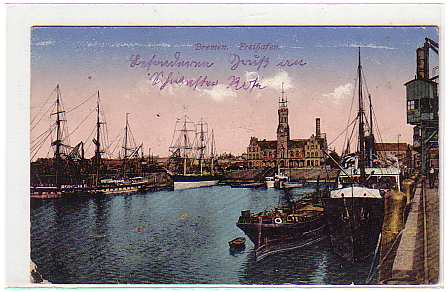
1918年的不来梅远洋港

## 不来梅姐妹港的港区分布

### 不来梅内港

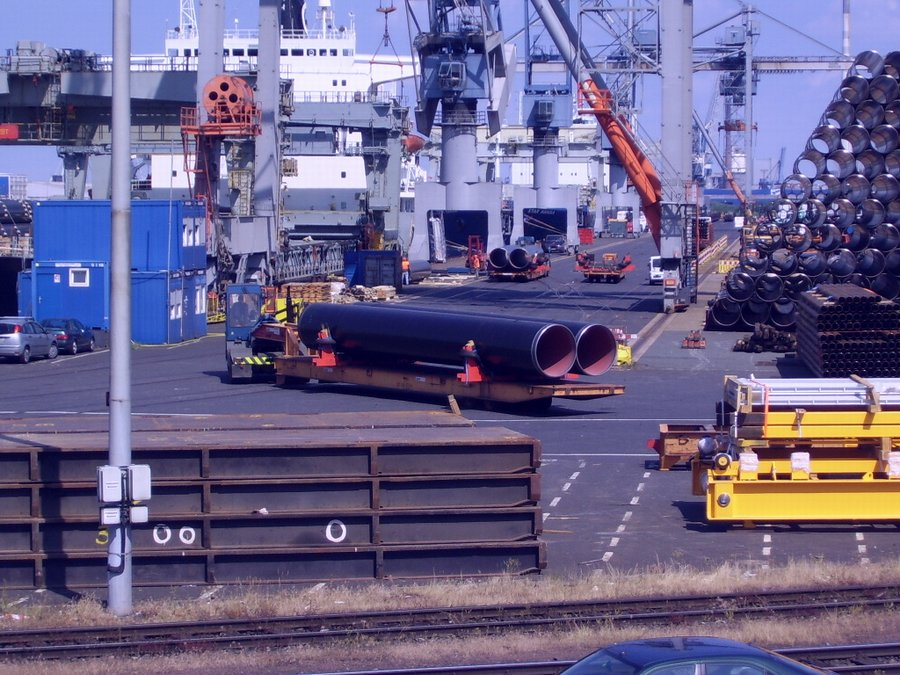
新城港件杂货码头

因为集装箱装卸转移至外港不来梅哈芬，不来梅内港的“远洋港” 在1998年9月装卸完最后一艘船舶后停业关闭。在填平港池和拆除部分仓库设施后，这个港区被逐步改造成了商住两用的新城区“远洋城（Überseestadt）”。“欧洲港”两侧的旧仓库改造成办公室、餐馆和博物馆，但是外观依然保持历史原貌，中央的港池用于停靠私人游艇。
1985年，威悉河左岸的“新城港”吸引了德国最大的物流园不来梅物流园落户在周边。“新城港”现在是多用途的件杂货码头，并定期有连接不来梅哈芬外港和汉堡港的小型集装箱船停靠。
威悉河两岸还有众多临港企业沿河进行生产和加工，通过吊机和传送设施直接从内河驳船上接收生产和加工原材料。安赛乐米塔尔钢铁厂、吕森造船厂、贝克啤酒厂和家乐氏食品（Kellog's）便是其中的几个例子。

### 不来梅哈芬港

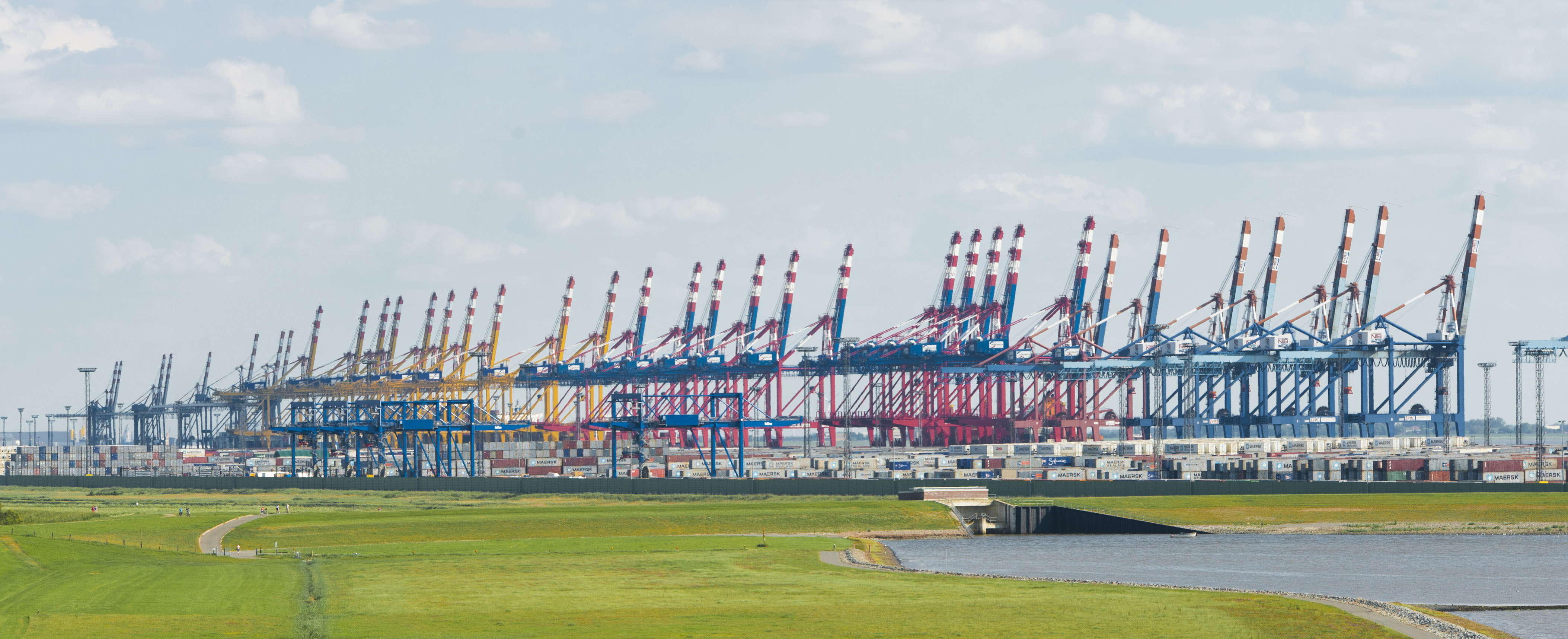
不来梅哈芬集装箱港区

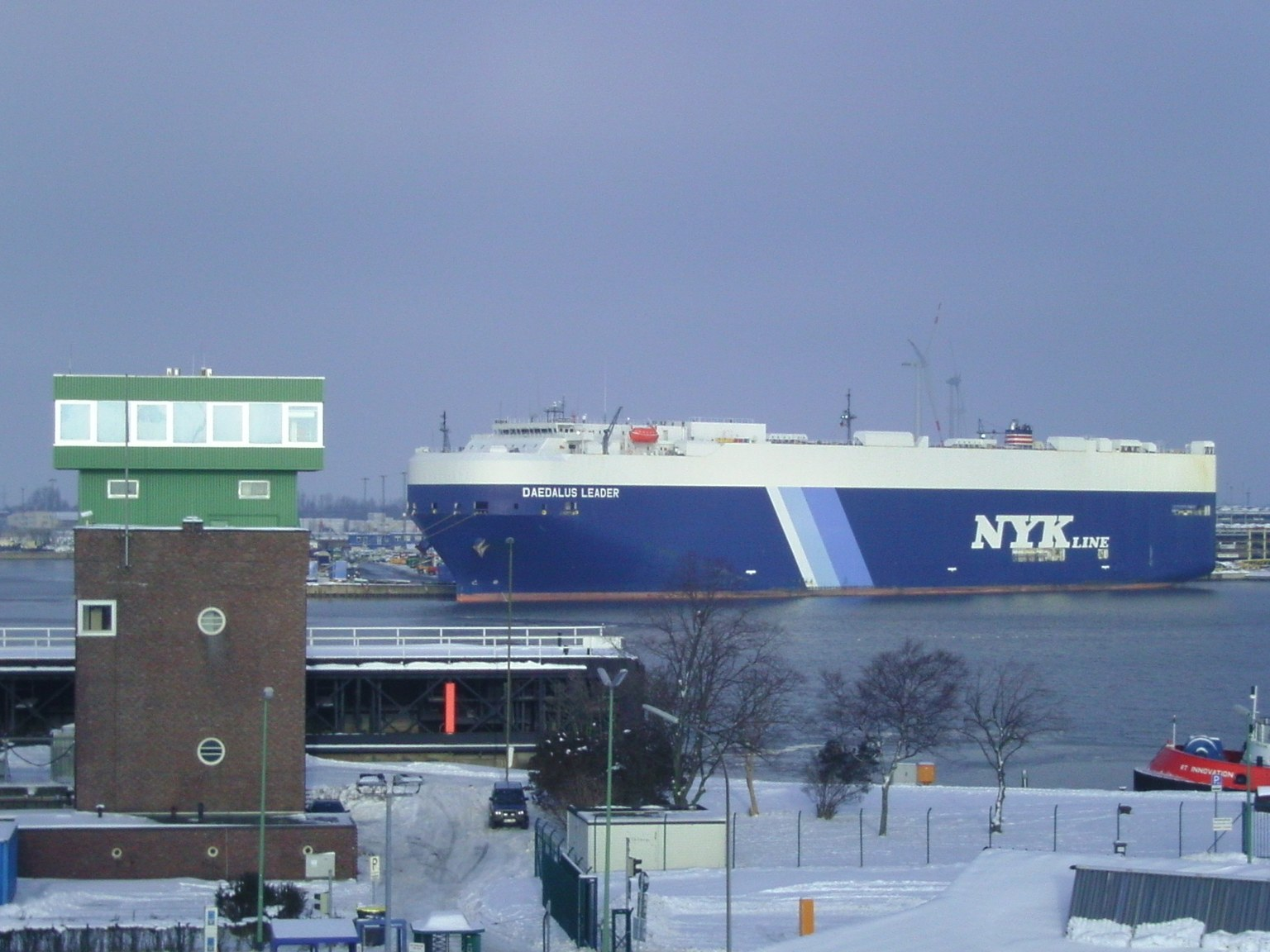
不来梅哈芬汽车港区

2014年，不来梅哈芬港的集装箱港区共装卸了580万标准箱，在欧洲的集装箱港口中排名第四。港区共分为三个相连的集装箱码头：Eurogate集装箱码头、Eurogate与APMT合资的NTB集装箱码头、Eurogate与TIL合资的MSC Gate码头。
不来梅哈芬是欧洲最大的汽车港，BLG汽车码头总面积超过300万平方米，拥有停放12万辆汽车的场地和年转运超过200万辆汽车的处理能力。除了汽车以外，不来梅哈芬汽车港还通过滚装的方式转运挖掘机、起重机和机械设备等重大件货物，并为大型风机设备提供风电物流服务。
作为邮轮母港，不来梅哈芬的哥伦布邮轮中心每年迎来约7万名前往北海、波罗的海或者地中海等地旅游的旅客。
不来梅哈芬至今仍是德国最重要的渔港，这个城市也因此获得“Fischtown（渔城）”的别名。此外，还有码头提供香蕉和其他热带水果的转运以及仓储、催熟等增值服务。
不来梅哈芬和不来梅一度是全球主要的造船基地之一。上世纪下半叶，随着造船业向人工成本更为低廉的东亚国家转移，不来梅哈芬的三家船厂目前只进行修船业务：Bredo（不来梅哈芬船坞）、German Dry Docks （德国干船坞）、Lloyd Werft Bremerhaven（劳埃德船厂）。

## 港务管理
不来梅港务局（bremenports）是不来梅两个港口的日常管理机构，它负责港口内的堤岸、闸门、道路与轨道设施的修建和维护。不来梅经济、劳工和港口部是州一级的港口主管部门，委托不来梅港务局进行港口管理。

## 港口相关机构
- 德国海上搜救服务中心（英语：German Maritime Search and Rescue Service，德语：Deutsche Gesellschaft zur Rettung Schiffbrüchiger，缩写：DGzRS）成立于1865年5月29日，协调中心常设不来梅的威悉河畔。作为一家提供海上搜救服务的非政府机构，它承担着德国按照国际公约所应履行的海上搜救义务（Search and Rescue/SAR）。

- 德国航海博物馆（Deutsche Schiffahrtsmuseum——DSM）于上世纪70年代开馆，它是德国的国家级航海博物馆，兼备展览与科研的功能。这个博物馆隶属于著名的德国莱布尼茨学会。展馆的各个展区分别针对不同的历史时代和不同的话题，例如商船、渔业和捕鲸业、极地研究、军事等等。

- 不来梅海运经济与物流研究所（ISL）是1954年成立的非营利海事研究和咨询机构。研究所共分三个研究领域：物流系统、海运经济和交通以及物流信息技术。

- 德国联邦物流协会（Bundesvereinigung Logistik，简称BVL）成立于1978年，总部设在不来梅，会员包括一万多家来自工业、贸易、服务业和学术界的企业和机构。1994年，德国联邦物流协会和德国外贸与交通学院（Deutsche Aussenhandels- und Verkehrs-Akademie，简称DAV）合作成立了独立的职业教育和深造机构——德国物流学院（Deutsche Logistik Akademie，简称DLA）。2009年，德国联邦物流协会又成立了国际经济和物流应用技术大学（Hochschule für internationale Wirtschaft und Logistik，简称HIWL）。